# Henry Y. Cranston

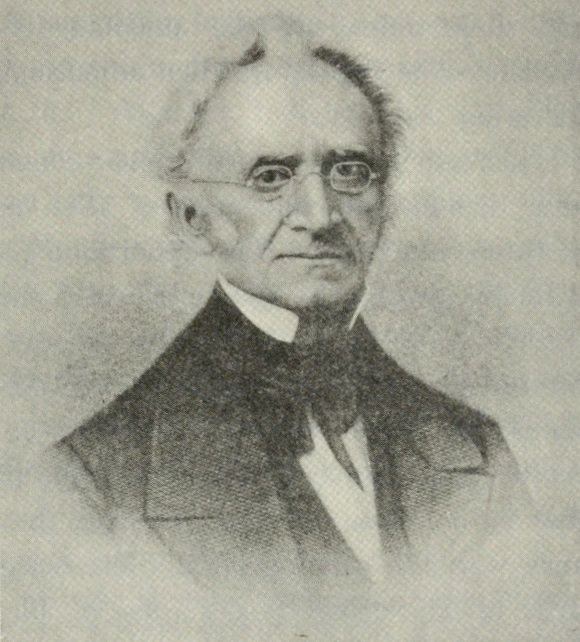
Henry Y. Cranston

Henry Young Cranston (* 9. Oktober 1789 in Newport, Rhode Island; † 12. Februar 1864 ebenda) war ein US-amerikanischer Politiker. Zwischen 1843 und 1847 vertrat er den ersten Wahlbezirk des Bundesstaates Rhode Island im US-Repräsentantenhaus.

## Werdegang
Henry Cranston war der ältere Bruder von Robert B. Cranston, der zwischen 1837 und 1849 – also vor und nach seinem Bruder – Kongressabgeordneter für Rhode Island war. Henry besuchte die öffentlichen Schulen seiner Heimat und arbeitete später in New Bedford (Massachusetts) im Handel. Im Jahr 1810 kehrte er nach Newport zurück, wo er bis 1815 als Kommissionshändler tätig war. Nach einem Jurastudium und seiner im Jahr 1819 erfolgten Zulassung als Rechtsanwalt begann er in Newport in seinem neuen Beruf zu praktizieren. Zwischen 1818 und 1833 war er Gerichtsdiener an einem Berufungsgericht. Zwischen 1827 und 1843 gehörte Cranston dem Repräsentantenhaus von Rhode Island an; 1842 war er Mitglied und Vizepräsident einer Versammlung zur Überarbeitung der Verfassung seines Heimatstaates.
Cranston schloss sich Anfang der 1840er Jahre der in Rhode Island kurzzeitig existierenden Law and Order Party an. Diese Partei war als Reaktion auf den sogenannten Dorr-Aufstand entstanden, bei dem es um Forderungen nach einer Reform des Wahlrechts ging. 1842 wurde er in das US-Repräsentantenhaus in Washington, D.C. gewählt, wo er am 4. März 1843 seinen Bruder Robert ablöste. Zwei Jahre später wurde auch Henry Cranston wie sein Bruder Mitglied der Whig Party. Als deren Kandidat wurde er für eine zweite Amtszeit in den Kongress gewählt, wo er bis zum 3. März 1847 verblieb. Danach fiel der Sitz wieder an seinen Bruder.
Zwischen 1847 und 1854 war Henry Cranston nochmals Abgeordneter im Repräsentantenhaus von Rhode Island, wobei er drei Jahre lang dessen Speaker war. Er starb im Februar 1864 in seinem Geburtsort Newport.